# Mathieu Hermans
Mathieu Hermans (Goirle, 9 januari 1963) is een Nederlands voormalig wielrenner. Hij reed tijdens zijn profcarrière vrijwel uitsluitend voor Spaanse ploegen en was een succesvol sprinter. Vooral in Spanje won hij wedstrijden, waaronder zes etappes in de Ronde van Spanje van 1988, zijn succesvolste jaar met 25 overwinningen.
In de Ronde van Frankrijk behaalde Hermans verscheidene podiumplaatsen. In 1989 won hij de elfde etappe van Bagnères-de-Luchon naar Blagnac. In datzelfde jaar, en al eerder in 1987, "won" hij ook de rode lantaarn.
In totaal behaalde hij bij de profs 74 overwinningen.
Na zijn wielerloopbaan ging hij aan de slag bij een fietskledingfabrikant.
In 2013 verscheen het boek Mathieu Hermans: Tegen De Stroom In. Naar aanleiding hiervan is zijn eigen toertocht ontstaan waarvan de opbrengst wordt geschonken aan een goed doel.

## Resultaten in voornaamste wedstrijden
| Jaar | Ronde van Italië | Ronde van Frankrijk      | Ronde van Spanje |
| ---- | ---------------- | ------------------------ | ---------------- |
| 1985 |                  |                          | 67e              |
| 1986 |                  | opgave                   |                  |
| 1987 | opgave           | 135e (rode lantaarn)     |                  |
| 1988 |                  | 147e                     | 106e (6)         |
| 1989 |                  | 138e (1) (rode lantaarn) | 140e (4)         |
| 1990 |                  | buiten tijd              | opgave           |
| 1991 | buiten tijd      |                          | 115e             |
| 1992 |                  |                          | opgave           |
| 1993 |                  |                          | buiten tijd      |

| Jaar | Milaan-San Remo | Gent-Wevelgem | Ronde van Vlaanderen | Amstel Gold Race | Luik-Bast.‑Luik | E3 Harelbeke | Parijs-Brussel |  | Wereldranglijsten |
| ---- | --------------- | ------------- | -------------------- | ---------------- | --------------- | ------------ | -------------- |  | ----------------- |
| 1985 |                 |               |                      |                  |                 |              |                |  |                   |
| 1986 |                 |               |                      | 50e              |                 |              | 73e            |  |                   |
| 1987 | 55e             | 11e           | 49e                  |                  | 48e             |              |                |  |                   |
| 1988 |                 |               |                      |                  |                 | 4e           | 15e            |  |                   |
| 1989 | 47e             | 13e           | 5e                   | 27e              |                 | 9e           |                |  | 53e (UWB)         |
| 1990 |                 |               |                      |                  |                 |              |                |  |                   |
| 1991 |                 |               |                      |                  |                 |              |                |  |                   |
| 1992 | 165e            |               |                      |                  |                 |              |                |  |                   |
| 1993 |                 |               |                      |                  |                 |              |                |  |                   |